# Richard Grammel

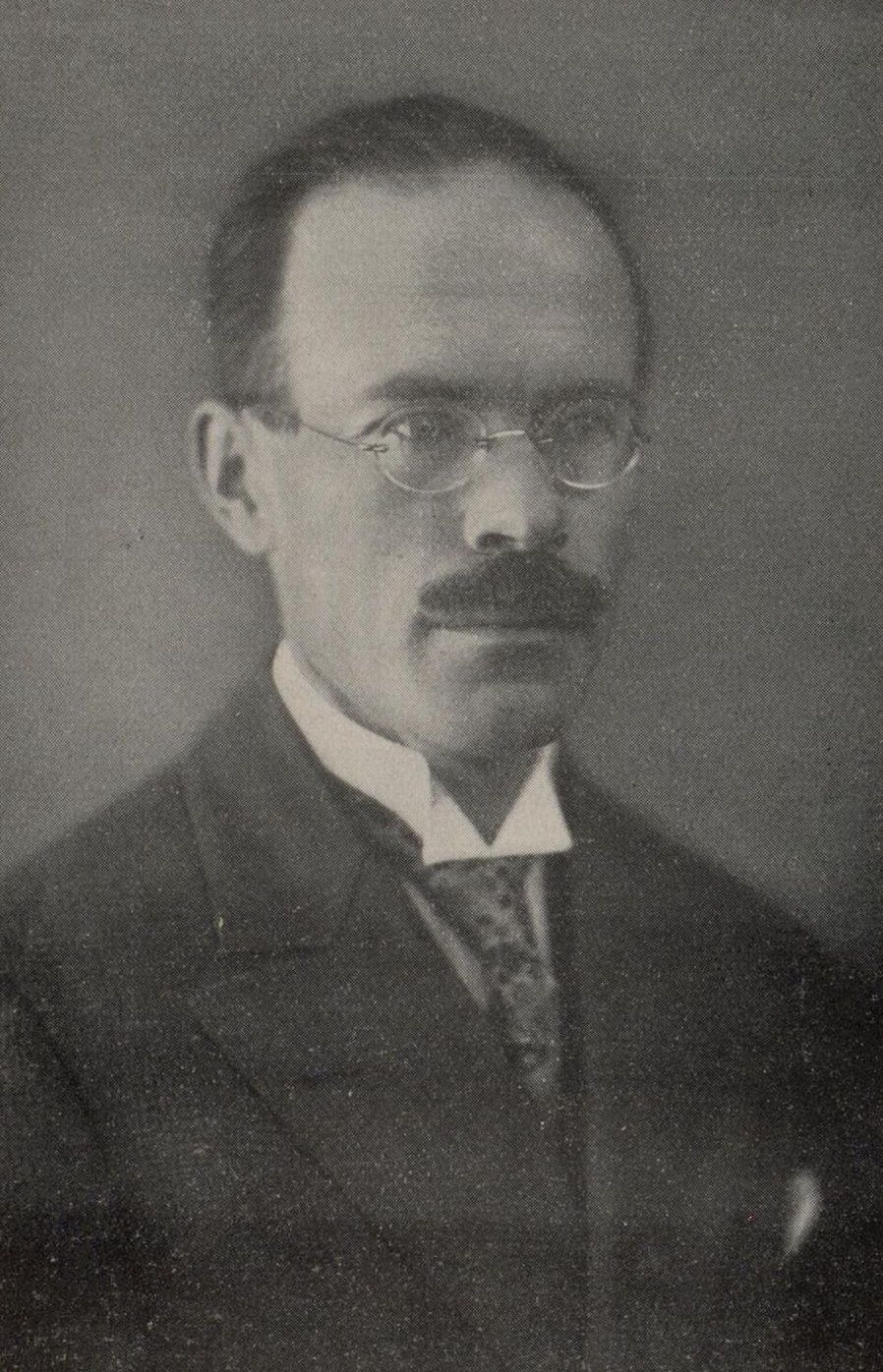
Richard Grammel, um 1929

Richard Grammel (* 3. März 1889 in Klosterreichenbach; † 26. Juni 1964 in Stuttgart) war ein deutscher Physiker und Hochschullehrer. 

## Werdegang
Grammel entstammte einer im 16. Jahrhundert aus dem Salzburger Land vertriebenen Emigrantenfamilie. Sein Vater Christian war Schultheiß in Klosterreichenbach. Er besuchte Gymnasien in Reutlingen und Ulm und studierte im Anschluss Mathematik und Physik an der Ludwig-Maximilians-Universität München und der Eberhard Karls Universität Tübingen sowie an der Technischen Hochschule Stuttgart und der Technischen Hochschule München. 1913 promovierte er in Tübingen mit einer Dissertation Zur n-dimensionalen Vektor-Symbolik, 1916 folgte an der Technischen Hochschule Danzig die Habilitation mit der Arbeit Zusätze zur Kreiseltheorie mit einer Anwendung auf die Ballistik.
Als Privatdozent hatte er ab 1917 einen Lehrauftrag an der Universität Halle. 1920 folgte er einem Ruf als ordentlicher Professor der technischen Mathematik und Thermodynamik an die Technische Hochschule Stuttgart, die bis zu seiner Emeritierung im Jahr 1957 seine wissenschaftliche Heimat blieb. Im Studienjahr 1929/1930 sowie von 1945 bis 1948 leitete er die Hochschule als Rektor.
Grammel arbeitete insbesondere über die Kreiseltheorie, die Theorie der Torsionsschwingungen und Probleme der technischen Dynamik.
Er war Redakteur der Bände Mechanik und des Handbuchs der Physik sowie ab 1929 Herausgeber der Zeitschrift Ingenieur-Archiv. Von 1920 an war er Mitglied der Deutschen Akademie der Naturforscher Leopoldina. 1950 wurde er korrespondierendes Mitglied der Bayerischen Akademie der Wissenschaften. 1958 wurde er als ordentliches Mitglied in die Heidelberger Akademie der Wissenschaften aufgenommen. Er gehörte auch dem Verein Deutscher Ingenieure (VDI) und war in dessen Württembergischem Bezirksverein aktiv.
Als Vertreter der Hochschulen war er 1946 Mitglied der Vorläufigen Volksvertretung für Württemberg-Baden.

## Ehrungen
- 1929: Ehrendoktorwürde der ETH Zürich
- 1938: Fellow of the Institute of the Aeronautical Sciences
- 1948: Ehrenbürgerwürde der Technischen Hochschule Stuttgart
- 1952: Großes Verdienstkreuz der Bundesrepublik Deutschland
- 1960: Grashof-Denkmünze des Vereins Deutscher Ingenieure

## Schriften
- Verzeichnis der Schriften von Richard Grammel. In: Zum Gedenken an Eduard Gottfried Steinke, Alfred Ehrhardt, Karl Bräuer, August Wewerka, Richard Grammel, Kurt Bennewitz. (= Reden und Aufsätze, Band 31.) Technische Hochschule Stuttgart, Stuttgart 1965, S. 41–47.
- Die hydrodynamischen Grundlagen des Fluges. Vieweg, Braunschweig 1917. (= Sammlung Vieweg, Band 39/40.)
- Der Kreisel. Seine Theorie und seine Anwendungen. (2 Bände) 1. Auflage, Vieweg, Braunschweig 1920 / 2. Auflage, Springer Verlag, Berlin 1950.
- Die mechanischen Beweise der Bewegung der Erde. Springer Verlag, Berlin 1922.
- (mit Cornelis Biezeno): Technische Dynamik. Springer Verlag, Berlin 1939. (2. Auflage in zwei Bänden 1953)
- (als Herausgeber): Mechanik der flüssigen und gasförmigen Körper. (= Handbuch der Physik, Band 7.) Springer Verlag, Berlin 1926–1929.
- (als Herausgeber): Grundlagen der Mechanik. (= Handbuch der Physik, Band 5.) Springer Verlag, Berlin 1927.
- (als Herausgeber): Mechanik der elastischen Körper. (= Handbuch der Physik, Band 6.) Springer Verlag, Berlin 1928.
- Über einige dynamische Probleme bei Kolbenmotoren. (= Schriften der Deutschen Akademie der Luftfahrtforschung, Heft 5.) Oldenbourg, München 1939.
- Die Trägheitswirkungen in der Luftschraube des kurvenden Flugzeugs. (= Schriften der Deutschen Akademie der Luftfahrtforschung, Heft 36.) Oldenbourg, München 1941.
- (mit Cornelis Biezeno): Engineering Dynamics. 4 Bände, Blackie, Glasgow 1954–1955.
- (als Herausgeber): Verformung und Fließen eines Festkörpers. (Kolloquium der Internationalen Union für Theoretische und Angewandte Mechanik in Madrid, 26.–30. September 1955) Springer Verlag, Berlin 1956.